# Rosen Bozhinov
Rosen Bozhinov (Bulgaars: Росен Божинов; Knezja, 23 januari 2005) is een Bulgaarse profvoetballer die als verdediger speelt en uitkomt voor Royal Antwerp in België.

## Carrière
Hij begon zijn jeugdcarrière bij het lokale Miziya Knezha, ging vervolgens naar Etar en kwam in 2021 terecht bij CSKA Sofia. Hij maakte op 30 april 2022 zijn debuut voor CSKA tegen PFK Loedogorets. Op 17 juni 2022 verliet hij CSKA Sofia en ging hij naar CSKA 1948. In januari 2024 ging hij testen bij Śląsk Wrocław maar hij keerde 2 weken later gewoon terug. Op 18 februari 2024 maakte hij zijn debuut in een competitie match tegen Etar.
Bozhinov tekende voor Royal Antwerp op 21 juni 2024 een contract tot juni 2028. Hij speelde eerst matchen voor de Young reds in 1ste nationale. Hij maakte zijn debuut voor Antwerp in de Jupiler Pro league op 6 oktober 2024 tegen Cercle Brugge. Hij kreeg zijn eerste basisplaats op 9 november tegen KV Kortrijk door afwezigheid van aanvoerder Toby Alderweireld. Hij kreeg zijn tweede basisplaats in de Champions' play-offs tegen Union SG, in deze match gaf hij een penalty weg en moet hij nog voor de rust naar de kant door zijn tweede gele kaart.